# Daniel Porthault

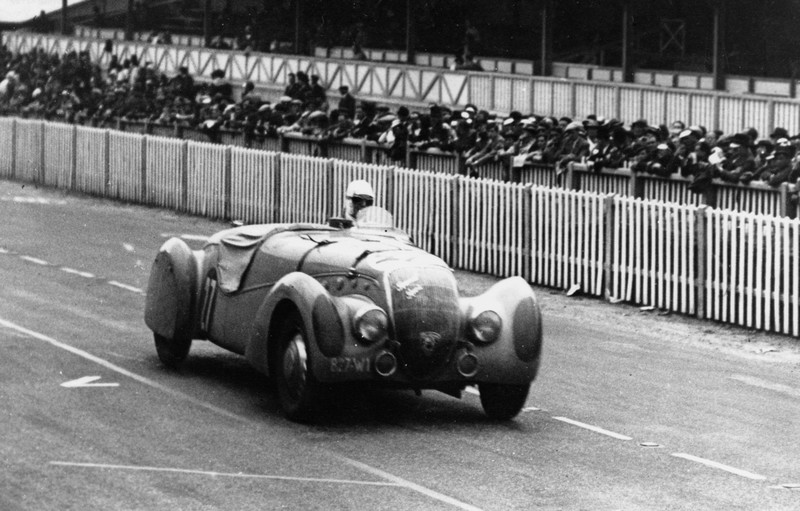
Daniel Porthault am Steuer eines Peugeot 302 Darl’Mat DS beim 24-Stunden-Rennen von Le Mans 1937

Daniel Ernest Porthault (* 1. November 1901 in Paris; † 22. Februar 1976 in Émancé) war ein französischer Autorennfahrer und Rennstallbesitzer.

## Karriere als Rennfahrer
Daniel Porthault war in den 1930er-Jahren als Rennfahrer aktiv. 1937 startete er auf einem Delahaye 135 CS beim Großen Preis von Frankreich, den Louis Chiron auf einem Talbot-Lago T150C gewann. Porthault kam nach einem Unfall nicht ins Ziel. Ein Jahr davor beendete er dasselbe Rennen, das wie 1937 auf dem Autodrome de Linas-Montlhéry stattfand, als Elfter ins Ziel. Teamkollege bei dem Rennen, das Jean-Pierre Wimille und Raymond Sommer auf einem Bugatti Type 57 G Tank gewannen, war sein Landsmann René Marie.
Viermal nahm er am 24-Stunden-Rennen von Le Mans teil, mit dem besten Ergebnis 1937, als er gemeinsam mit Louis Rigal im Peugeot 302 Darl’Mat DS als Gesamtzehnter ins Ziel kam. Sein einziger Einsatz beim 24-Stunden-Rennen von Spa-Francorchamps endete 1936 mit einem Ausfall.

## Statistik

### Le-Mans-Ergebnisse
| Jahr | Team              | Fahrzeug                | Teamkollege       | Platzierung | Ausfallgrund           |
| ---- | ----------------- | ----------------------- | ----------------- | ----------- | ---------------------- |
| 1934 | Just-Émile Vernet | Lorraine Sport          | Just-Émile Vernet | Ausfall     | Zylinderkopf           |
| 1935 | Daniel Porthault  | Lorraine Sport          | Just-Émile Vernet | Ausfall     | keine Treibstoffzufuhr |
| 1937 | Emile Darl’Mat    | Peugeot 302 Darl’Mat DS | Louis Rigal       | Rang 10     |                        |
| 1938 | Emile Darl’Mat    | Darl’Mat DS             | Maurice Serre     | Ausfall     | Motorschaden           |